# Karl von Staudt
Karl Georg Christian von Staudt (24. januar 1798 i Rothenburg ob der Tauber – 1. juni 1867 i Erlangen) var en tysk matematiker.
Von Staudt virkede fra 1835 som professor i matematik ved universitetet i Erlangen. Han har i sine værker Geometrie der Lage
(1847) og Beiträge zur Geometrie der Lage (1856—60) udført et betydningsfuldt arbejde for den af Poncelet, Chasles og Steiner uddannede moderne rene geometri, ved at give den et udelukkende projektivt grundlag, og sætte den i stand til lige så udtømmende som den analytiske geometri at behandle både reelle og imaginære rumstørrelser. Hans definition af reelle rækkers projektivitet lider dog af mangler, som andre har bødet på. Von Staudt har bevist en interessant sætning om de Bernoulliske tal. Han er mellem de første, der har opstillet almindelige sætninger om grafiske kurver.